# نموذج أصلي
النموذج الأصلي (من الكلمة الألمانية "vorlage" التي تعني نموذج أصلي أو قالب) تشير إلى الإصدار الأولي أو العرض لنص قيد النظر. وقد يشير هذا المصطلح لتلك النسخة من النص ذاته، أو مخطوطة للنص، أو عرض أكثر تعقيدًا للنص (على سبيل المثال، مجموعة من النسخ أو مجموعة من المقتطفات). وبذلك يسمى إصدار اللغة الأصلية لنص سيقوم المترجم بعد ذلك بعمل ترجمة له النموذج الأصلي لتلك الترجمة. على سبيل المثال، بيبل لوثر هو ترجمة لـ النص المتلقى. وبذلك يكون النص المتلقى في هذه الحالة هو النموذج الأصلي لبيبل لوثر.
في بعض الأحيان قد يتم فقدان النموذج الأصلي لترجمة من التاريخ. وفي بعض من هذه الحالات تتم إعادة بناء هذا النموذج الأصلي من الترجمة. وقد يسمى مثل هذا النموذج الأصلي المعاد بناؤه ارتدادًا، ويتم القيام بذلك عادة مع بعض من عدم التأكد. ومع ذلك، قد لا يزال تتم إعادة النموذج الأصلي في بعض الأجزاء على مستوى من الثقة يمكن به استخدام الترجمة وارتدادها كشاهد لأغراض النقد النصي. وهذا النموذج الأصلي الذي أعيد بناؤه قد يقف كالشاهد الوحيد لنص اللغة الأصلية، أو يمكن مقارنته واستخدامه جنبًا إلى جنب مع غيره من الشواهد. وبذلك ، فعلى سبيل المثال، يستخدم العلماء النموذج الأصلي الذي أعيد بناؤه للترجمة السبعونية اليونانية للكتاب العبري في أجزاء لتصحيح الإصدار الماسورتي العبري عند محاولة تحديد أقدم إصدار للكتاب العبري الذي يمكنهم استخلاصه. أو، كمثال آخر، البقايا القبطية لكتاب أفلاطون "جمهورية" الموجودة ضمن مخطوطات نجع حمادي تستخدم للمساعدة في إقرار النص اليوناني الأصلي الذي كتبه أفلاطون بنفسه. بالنسبة لمعظم أجزاء إنجيل توما، يوجد النموذج الأصلي فقط كارتداد للترجمة القبطية، حيث لم يعرف وجود شاهد آخر للنص اليوناني الأصلي لمعظم الأقوال المسجلة هناك.